# Chapelle Notre-Dame-au-Chêne d'Irchonwelz
La chapelle Notre-Dame-au-Chêne est un petit édifice religieux catholique sis sur la chaussée de Tournai, à Irchonwelz (mais à la sortie de Ath) en Belgique. Construite au XVIIe siècle comme oratoire d’ermitage la chapelle est aujourd’hui classée au patrimoine immobilier de Wallonie (1981).

## Histoire
Le territoire d’Irchonwelz, village se trouvant immédiatement au sud de la ville d’Ath, était divisé entre plusieurs juridictions ecclésiastiques, ce qui explique le grand nombre d’édifices religieux subsistant dans la localité.
Parmi ceux-ci se trouve la chapelle Notre-Dame-au-Chêne qui à l’origine était le sanctuaire d’un ermitage ‘Notre-Dame-de-la-Consolation’, dont la présence est attestée dès 1482. Cette appellation populaire de Notre-Dame-au-chêne date du début du XVIe siècle. Elle est sans doute liée à la présence en ce lieu d’un chêne particulièrement impressionnant.
Un nouvel édifice est construit vers 1660. C’est celui que nous connaissons aujourd’hui. Remanié au XVIIIe siècle, il est un simple oratoire passé à l’usage privé lorsque l’ermitage fut supprimé en 1797. Le monument a été restauré en 1978 à l’initiative de Maurice Peltier.
La procession mariale du 15 août de l’entité paroissiale passe chaque année par la chapelle Notre-Dame-au-Chêne.

## Description
La nef unique de la chapelle aboutit à un sanctuaire à chevet semi-hexagonal. La porte d’entrée, en plein cintre, est surmontée d’un oculus ovale ouvert au centre de la façade et à hauteur des deux ailerons à volutes qui adoucissent l’aspect austère de la façade, sobre témoignage d’un style baroque simplifié.
Elle est surmontée d’un clocheton carré recouvert d’ardoises terminé par une courte flèche pyramidale avec la croix.
Depuis de 24 février 1981 la chapelle est classée au patrimoine immobilier de Wallonie.